# Ivica Ivušić
Ivica Ivušić (Fiume, 1995. február 1. –) világbajnoki bronzérmes horvát válogatott labdarúgó, a Páfosz játékosa.

## Pályafutása

### Klubcsapatokban
2001-ben került a Rijeka akadémiájára, majd innen az olasz Internazionale korosztályos csapataiba. 2011 elején kölcsönbe került a Seregno csapatához. 2014 júliusában került kölcsönbe Prato csapatához, amelyben 14 tétmérkőzésen védett. 2015. augusztus 17-én az Istra vásárolta meg és egészen 2018 januárjáig a klubnál maradt. 2018. január 18-án a görög Olimbiakósz szerződtette, de félév alatt egyetlen alkalommal sem került be a mérkőzés keretébe. Július 1-jén az Osijek csapatába igazolt négy évre. 2023. január 27-én a ciprusi Páfosz szerződtette 2 millió euróért.

### A válogatottban
2021. szeptember 4-én mutatkozott be a felnőtt válogatottban a Szlovákia elleni 2022-es labdarúgó-világbajnokság-selejtező mérkőzésen. 2022 novemberében bekerült a 2022-es labdarúgó-világbajnokságra utazó keretbe. 2024. május 20-án bekerült Zlatko Dalić szövetségi kapitány a 2024-es labdarúgó-Európa-bajnokságra készülő 26 fős keretébe.

## Statisztika

### A válogatottban
2024. március 23-i állapot szerint.
| Válogatott   | Szezon   | Mérkőzés | Gól |
| ------------ | -------- | -------- | --- |
| Horvátország | 2021     | 2        | 0   |
| Horvátország | 2022     | 3        | 0   |
| Horvátország | 2023     | 0        | 0   |
| Horvátország | 2024     | 1        | 0   |
| Összesen     | Összesen | 6        | 0   |